# Nantuati

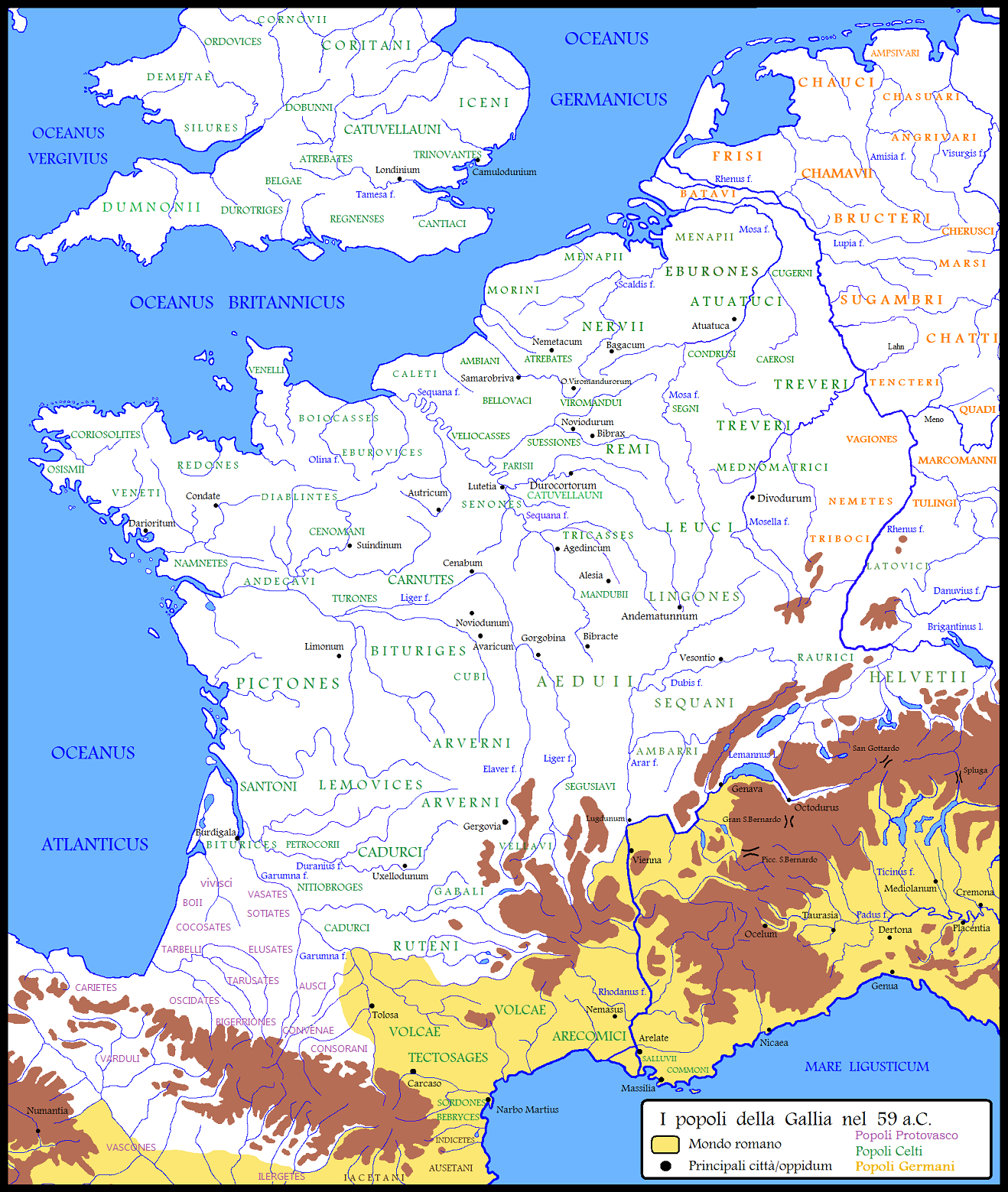
Mappa della Gallia nel 59 a.C., prima della conquista di Cesare

I Nantuati (Nantuates) furono una delle quattro tribù galliche stanziate nell'attuale Canton Vallese nel periodo finale della cultura di La Tène, alla vigilia della conquista romana della Gallia da parte di Cesare.

## Storia

### La conquista romana
I Nantuates vennero sottomessi a Roma nel contesto delle campagne di conquista di Augusto di Rezia e arco alpino, condotte dai suoi generali Druso maggiore e Tiberio (il futuro imperatore) contro i popoli alpini tra il 16 e il 15 a.C.
Il nome dei Nantuati è ricordato nel Trofeo delle Alpi ("Tropaeum Alpium"), monumento romano eretto nel 7-6 a.C. per celebrare la sottomissione delle popolazioni alpine e situato presso la città francese di La Turbie:
(Trofeo delle Alpi, Iscrizione frontale)
Situato nell'attuale Chiablese vallese, il loro oppidum era Tarnaiae, ora Massongex, probabile centro religioso di tutto l'attuale vallese. La città sembra dedicata al culto di Taranis. Come le altre tre tribù della Vallis poenina, i Nantuati furono una città sotto la dominazione romana, all'interno della provincia della Raetia, Vindelicia et Vallis Poenina. Fu solo sotto il regno dell'imperatore Claudio che la tribù fu riunita alle altre tre per costituire la Civitas vallensis, formando essa sola la provincia delle Alpi Pennine. Il loro nome, in lingua celtica, significava abitanti della valle.

### Fonti primarie
- Trofeo delle Alpi

### Letteratura storiografica
- Le Valais par les dates in Annales valaisannes 1999, Bulletin annuel de la Société d'histoire du Valais romand.
- Histoire du Valais, 2001, Société d'histoire du Valais romand.